# ハイフライヤー
ハイフライヤー（Highflyer、1774年 - 1793年）は、18世紀後半に活躍したイギリスの競走馬・種牡馬。18世紀を代表する名馬で、無敗の成績と種牡馬としての大きな成功を残した。18世紀を代表する名馬であり、サラブレッド種の成立にも貢献した1頭である。

## 出自
ハイフライヤーは大種牡馬ヘロドの産駒として、イギリスのベリーセントエドモンズの北東のグレートバートンで生まれた。生産者はイギリスジョッキークラブ会長のトマス・チャールズ・バンベリー卿。半兄に三大父系以外では最後の名種牡馬と言われるマークアンソニー（オルコックアラビアン系）がいる。
名前の「Highflyer」は野心家の意もあるが、由来はハイフライヤーの生まれた牧場に生えていた「Highflyer walnut trees」（クルミの木の一種）、にちなんで名付けられたと言われている。

## 戦績
競走馬としては主にニューマーケット競馬場で走り12戦不敗。英語版Wikipediaでは14戦となっているが、負けなかったことは間違いない。全て圧勝でフライングチルダーズ、エクリプスと並ぶ18世紀の名馬と評価されている。馬主は最初ボリンブルック卿、のちにリチャード・タタソールに売却された。

## 引退後
引退後はタタソールの元で繋養され、18世紀中最も成功した種牡馬となった。この時代のハイフライヤーの勢いはかなり大きなもので、200年以上たった2004年にサドラーズウェルズによって破られたが、エクリプス等の名種牡馬を相手に、1785-1796,1798年の計13回リーディングサイアーを獲得した。勝ち上がった産駒は469頭（文献によって多少幅がある）にも及んだ。この数字はヘロドに劣るが、勝利数は1108勝に達し、18世紀の種牡馬としては最多である。
代表産駒はダービーに勝ち、種牡馬としても成功したサーピーターティーズルであった。ヘロド-ハイフライヤー-サーピーターティーズルの3代で1777年から1809年までの33年間に31回もリーディングを奪取した。ハイフライヤーがサラブレッドに与えた遺伝的影響力はかなりのものになると言われている。
ハイフライヤー自身は、1793年に19歳で死亡し、繋養地であったハイフライヤーホールの近くに葬られた、墓石には「Here lieth the perfect and beautiful symmetry of the much lamented Highflyer, by whom and his wonderful offspring the celebrated Tattersall acquired a noble fortune, but was not ashamed to acknowledge it.」と刻まれた。

### 父系子孫
サーピーターティーズルから伸びる系統は、ウォルトンの子孫がイギリス国内で、サーポールの子孫が大陸ヨーロッパで父系を伸ばしたが、19世紀後半になるとウォルトンの後継種牡馬たちは悉く失敗し、イギリス国内で滅亡した。その後東欧で展開したサーポールの子孫が命脈を繋いだが、最後にドイツに残っていたバッカーニアの子孫たちも、第一次、第二次世界大戦で止めを刺され全滅する。
大戦の結果ドイツからアメリカとソ連に渡った馬たちによってなおも父系は継承されたが、西側諸国では1937年にMioland（アメリカンダービー、ベルモントステークス2着）を最後の活躍馬として1970年代には潰えた。ハイフライヤー系の最後はソ連に渡ったWeserlandの子孫が担い、1980年代まで細々と父系を繋いでいたものの、20世紀中には完全に滅んだとみられる。知られているこの系統最後の重賞馬は、1977年にウクライナで生まれたDegazatorという馬である。

### セントサイモン系のY染色体に関する疑惑
2017年になってセントサイモン系のY染色体ハプロタイプがヘロド系と一致することが指摘され、サラブレッドのハイフライヤー系がまだ滅んでいない可能性が浮上した。セントサイモンの父系には2ヶ所疑惑があり、そのうちの1つとして、セントサイモンの6代前のホワイトロックの父はハンブルトニアンではなく、実際にはデルピニが正しいというものがある。デルピニの父はハイフライヤーである。

## 血統表
| ハイフライヤーの血統（ヘロド系 / Flying Childers（Bartlet's Childers）4×4=12.50% Godolphin Arabian3×4=18.75%（母内）） | ハイフライヤーの血統（ヘロド系 / Flying Childers（Bartlet's Childers）4×4=12.50% Godolphin Arabian3×4=18.75%（母内）） | ハイフライヤーの血統（ヘロド系 / Flying Childers（Bartlet's Childers）4×4=12.50% Godolphin Arabian3×4=18.75%（母内）） | （血統表の出典）       | （血統表の出典）   |
| 父 Herod 鹿毛 1758 | 父の父Tartar 栗毛 1743                                                                                                 | Partner | Jigg                   | Jigg               |
| 父 Herod 鹿毛 1758 | 父の父Tartar 栗毛 1743                                                                                                 | Partner | Sister to Mixbury      |                    |
| 父 Herod 鹿毛 1758 | 父の父Tartar 栗毛 1743                                                                                                 | Meliora | Fox                    | Fox                |
| 父 Herod 鹿毛 1758 | 父の父Tartar 栗毛 1743                                                                                                 | Meliora | Milkmaid               |                    |
| 父 Herod 鹿毛 1758 | 父の母Cypron 鹿毛 1750                                                                                                 | Blaze | Flying Childers        | Flying Childers    |
| 父 Herod 鹿毛 1758 | 父の母Cypron 鹿毛 1750                                                                                                 | Blaze | Confederate Filly      |                    |
| 父 Herod 鹿毛 1758 | 父の母Cypron 鹿毛 1750                                                                                                 | Salome, or Selima | Bethell's Arabian      | Bethell's Arabian  |
| 父 Herod 鹿毛 1758 | 父の母Cypron 鹿毛 1750                                                                                                 | Salome, or Selima | Graham's Champion Mare |                    |
| 母 Rachel 鹿毛 1763 | 母の父Blank 鹿毛 1740                                                                                                  | Godolphin Arabian | 不明                   | 不明               |
| 母 Rachel 鹿毛 1763 | 母の父Blank 鹿毛 1740                                                                                                  | Godolphin Arabian | 不明                   |                    |
| 母 Rachel 鹿毛 1763 | 母の父Blank 鹿毛 1740                                                                                                  | Little Hartley Mare | Bartlet's Childers     | Bartlet's Childers |
| 母 Rachel 鹿毛 1763 | 母の父Blank 鹿毛 1740                                                                                                  | Little Hartley Mare | Flying Whigg           |                    |
| 母 Rachel 鹿毛 1763 | 母の母Regulus Mare 1751                                                                                                | Regulus | Godolphin Arabian      | Godolphin Arabian  |
| 母 Rachel 鹿毛 1763 | 母の母Regulus Mare 1751                                                                                                | Regulus | Grey Robinson          |                    |
| 母 Rachel 鹿毛 1763 | 母の母Regulus Mare 1751                                                                                                | Soreheels Mare | Soreheels              | Soreheels          |
| 母 Rachel 鹿毛 1763 | 母の母Regulus Mare 1751                                                                                                | Soreheels Mare | Black Mare F-No.13     |                    |